# Brillantaisia owariensis
Espèce
Synonymes
- Belantheria belvisiana Nees[1]
- Brillantaisia alata T.Anderson ex Oliv.[1]
- Brillantaisia bauchiensis Hutch. & Dalziel[1]
- Brillantaisia dewevrei De Wild. & T. Durand[2]
- Brillantaisia dewevrei De Wild. & T.Durand[1]
- Brillantaisia leonensis Burkill[1]
- Brillantaisia mahoni C.B.Clarke[1]
- Brillantaisia nitens Lindau[1] [2]
- Brillantaisia owariensis P.Beauv. P.Beauv. (préféré par UICN)[3]
- Brillantaisia patula T. Anderson[2]
- Brillantaisia patula T.Anderson[1] [3]
- Brillantaisia salviiflora Lindau[1]

Statut de conservation UICN

 LC  : Préoccupation mineure
Brillantaisia owariensis P.Beauv. est une espèce de plantes à fleurs de la famille des Acanthaceae et du genre Brillantaisia. C'est une plante herbacée originaire de l'Afrique.

## Étymologie
Son épithète spécifique owariensis fait référence à l'ancien royaume d'Oware, au sud-ouest de l'actuel Nigeria.

## Description
C'est une herbe dressée pérenne (ou sous-arbuste) pouvant atteindre 2,50 m de hauteur.

## Distribution
On la trouve du Nigeria au Soudan du Sud, ainsi qu'à l'ouest de la Tanzanie.

## Utilisation
On lui connaît de multiples propriétés médicinales.